# Comté de Barcelone
Pour les articles homonymes, voir Barcelone (homonymie).
 (avril 2015).
Si vous disposez d'ouvrages ou d'articles de référence ou si vous connaissez des sites web de qualité traitant du thème abordé ici, merci de compléter l'article en donnant les références utiles à sa vérifiabilité et en les liant à la section « Notes et références ».
801–1167
Entités précédentes :
- Émirat de Cordoue
- Comtés catalans

Entités suivantes :
- Principauté de Catalogne
- Couronne d'Aragon
- Espagne

Le comté de Barcelone (en latin Barcinonensis Comitatus) est à l'origine une subdivision du royaume wisigoth en Hispanie. Conquis par les Maures à la fin du VIIIe siècle, reconquis par Charlemagne en 801, il est intégré à la marche d'Espagne, province frontalière face aux musulmans d'Al-Andalus. Des comtes nommés par les souverains carolingiens se succèdent à la tête de ce comté, considéré comme le plus important de la marche. Après l'union dynastique de Barcelone et d'Aragon et la conquête des territoires musulmans de Lérida et Tortose, Barcelone et d'autres comtés catalans ont évolué pour devenir la principauté de Catalogne.

## Histoire
À l'extinction de la dynastie carolingienne, les comtes se succèdent de façon héréditaire dans la descendance du comte Guifred, dit le Velu. Cette dynastie domine également les comtés de Girone et de Ausone, et rassemble peu à peu sous son autorité directe ou indirecte tous les comtés formant l'actuelle Catalogne : Besalú, Cerdagne, Empuries, Pallars, Roussillon et Urgell.
Le nom comté de Barcelone en vient à désigner l'ensemble de ces territoires, prédécesseur de l'expression principauté de Catalogne (Principat de Catalunya) et de celle de Généralité de Catalogne.
En 985, Almanzor, vizir du calife de Cordoue, situé au sud de l'Hispanie, attaque et pille Barcelone, emmenant avec lui de nombreux esclaves. Le comte Borrell II demande de l'aide à son suzerain Lothaire (roi des Francs jusqu’à sa mort en mars 986) qui ne répond pas. Son successeur Louis le Fainéant (le dernier roi carolingien, roi de mars 986 à mai 987) n’y répond pas non plus. Il faut attendre le début de l’année 988 pour que le roi suivant Hugues Capet (acclamé roi en juin 987) promette son aide contre une demande d’hommage. Finalement incapable de fournir cette aide promise, le sac de la ville signe la perte de toute souveraineté de la royauté franque sur le comté de Barcelone trop excentré pour que la protection en soit assurée. Le comte prend alors une indépendance de fait.
Paradoxalement, cet évènement marque le début d'une phase de développement de la Catalogne qui entraîne les autres états de la marche espagnole. Dans le pays ravagé, les paysans louent leurs services comme mercenaires du calife. Revenus en Catalogne, ils s'organisent pour s'autodéfendre, utilisent les techniques agricoles connues dans le califat de Cordoue et réinjectent leur solde dans l'économie. Ils construisent des moulins, irriguent la terre. Les échanges commerciaux avec le califat augmentent rapidement. Il en résulte une poussée démographique et technique dès la fin du Xe siècle. La poussée monastique et le développement du pèlerinage de Saint-Jacques-de-Compostelle permettent la transmission de cette avancée technique aux autres états de la marche espagnole, puis au reste de l'Europe. Culturellement, les connaissances circulent aussi. Gerbert d'Aurillac, futur pape sous le nom de Sylvestre II, considéré comme l'homme le plus cultivé de son temps, étudie à Barcelone, où il complète sa formation dans le domaine scientifique. Il remet à l'honneur la culture antique à travers Virgile, Porphyre de Tyr, Aristote, Cicéron et Boèce. C'est par ce dernier qu'il s'initie à l'arithmétique. De là, il aborde les calculs pratiques et fabrique une table à compter, l'abaque dite de Gerbert. Autre fait majeur, la présence de paysans-soldats, propriétaires de leur moulin, va conduire à une interprétation non-absolutiste du féodalisme. Les rois d'Aragon devront composer avec un parlement fort. Par le traité de Corbeil (1258) signé entre les représentants du roi Jacques Ier d'Aragon et ceux du roi de France Louis IX, ce dernier renonce aux droits et obligations découlant de la suzeraineté du roi des Francs occidentaux sur la Catalogne.

Après l'intégration à la monarchie espagnole au XVe siècle, la région perd de son importance tant politique qu'économique, ce qui explique qu'en 1641, les Catalans révoltés font appel au roi de France Louis XIII et lui confèrent le titre de comte de Barcelone. En effet ce titre, non féodal mais de souveraineté, est toujours attaché à ceux de la monarchie hispanique.

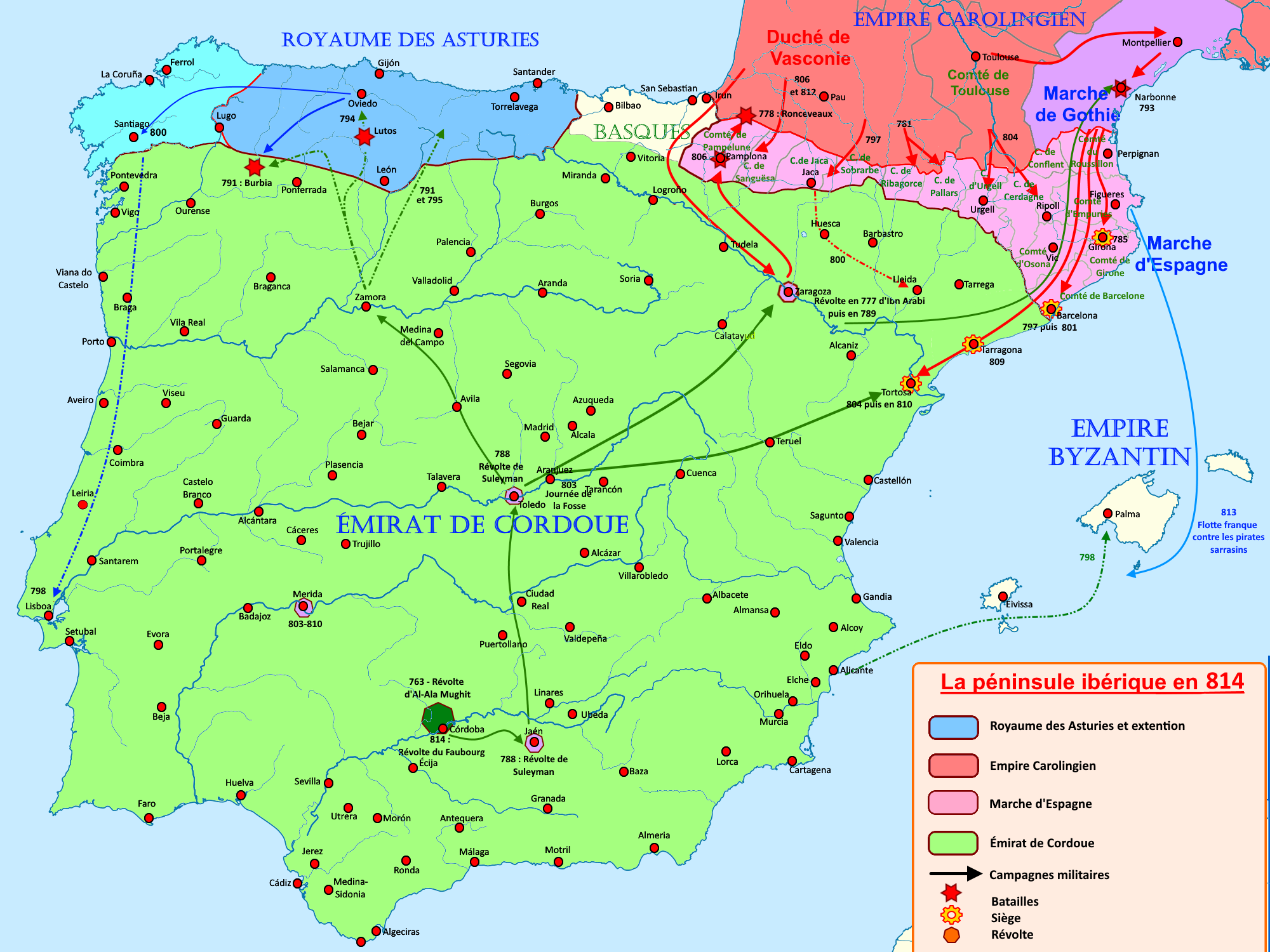
Les comtés catalans en 814
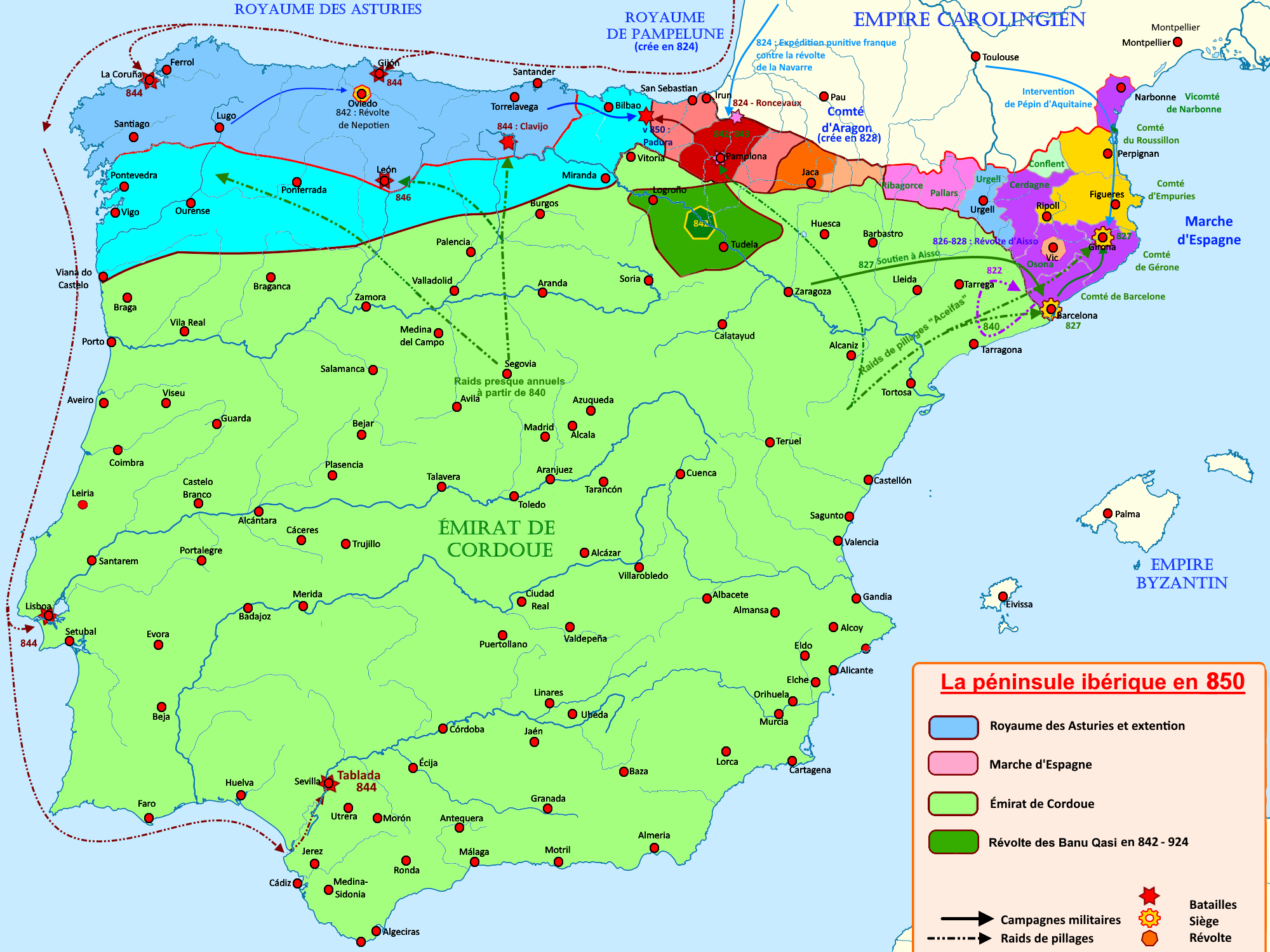
Les comtés catalans de 814 à 850
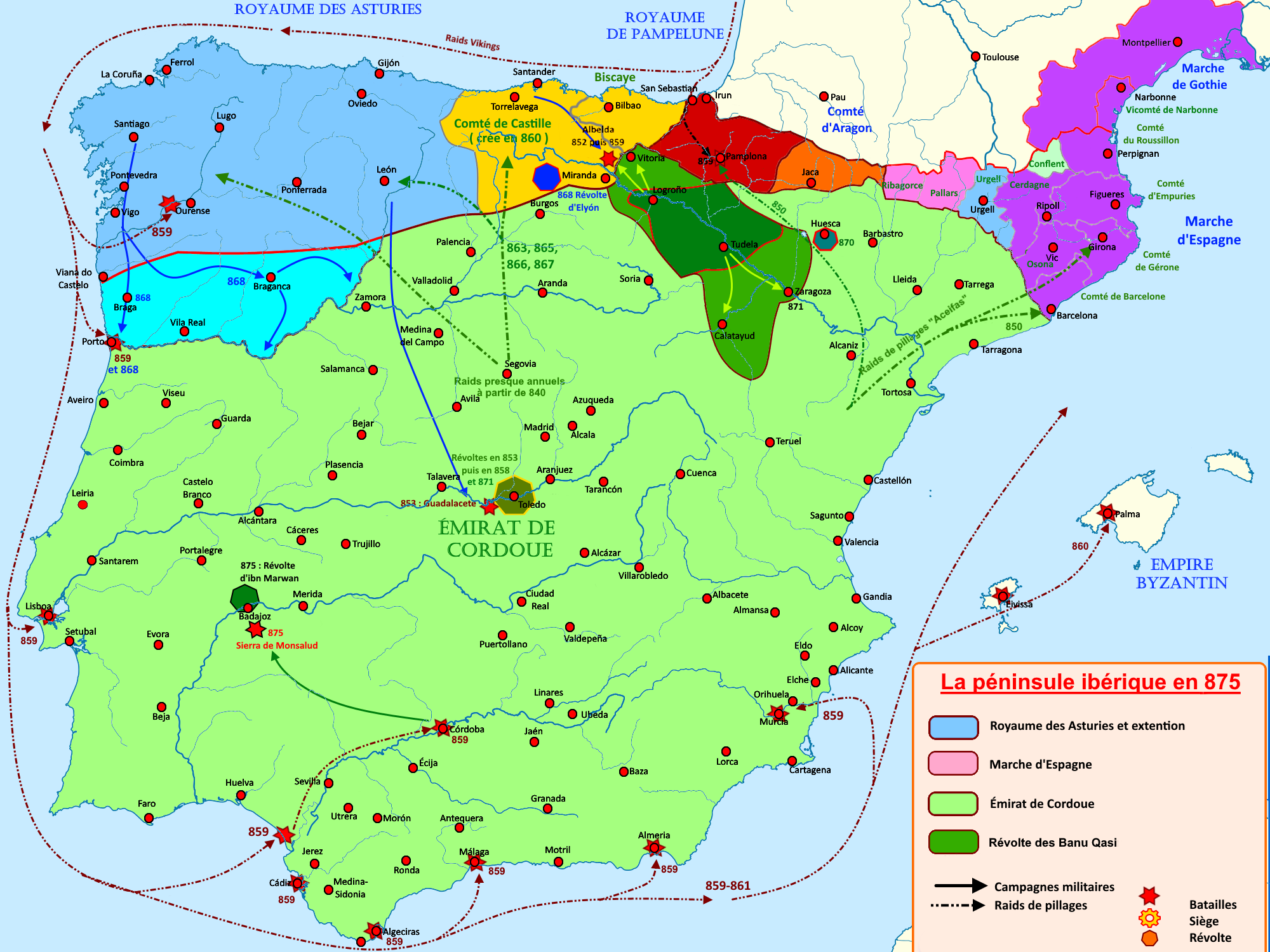
Comtés catalans de 850 à 875
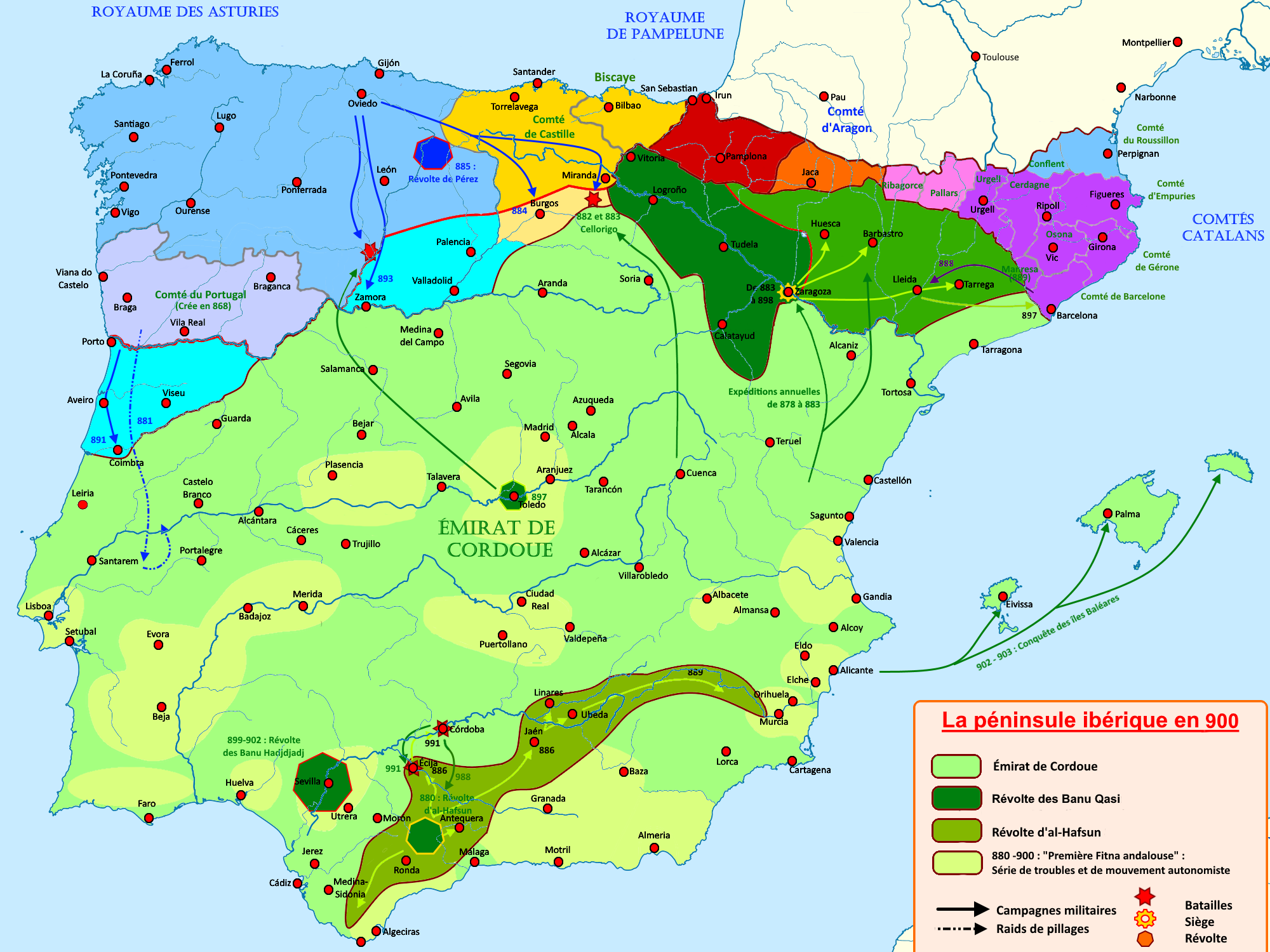
Comté de Barcelone de 875 à 900
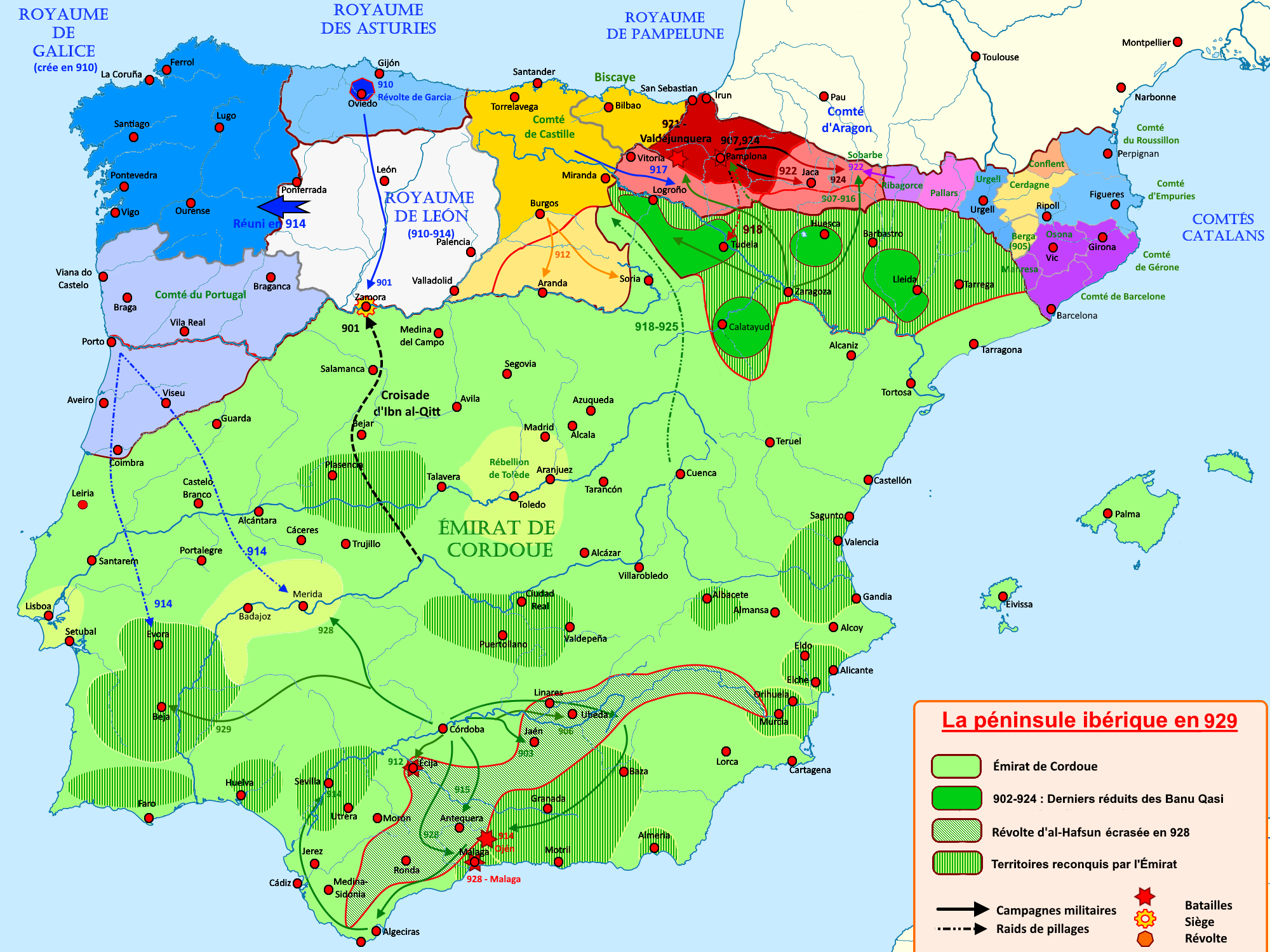
Comté de Barcelone de 900 à 929